# Kamil Brabenec
Kamil Brabenec (Znojmo, 4 febbraio 1951) è un ex cestista e allenatore di pallacanestro cecoslovacco, dal 1993 ceco.

## Carriera
Con la Cecoslovacchia ha disputato tre edizioni dei Giochi olimpici (Monaco 1972, Montréal 1976, Mosca 1980), due dei Campionati mondiali (1974, 1978) e otto dei Campionati europei (1971, 1973, 1975, 1977, 1979, 1981, 1985, 1987).

## Palmarès

### Giocatore
- Campionato cecoslovacco: 6

Spartak ZJŠ Brno: 1975-76, 1976-77, 1977-78, 1985-86, 1986-87, 1987-88